# 熊谷俊哉
熊谷 俊哉（くまがい としや、1961年8月9日 - 2015年1月2日）は、日本の俳優、元子役。東京都出身。イイジマルームに所属していた。身長174cm、体重74kg。血液型はA型。

## 経歴
12歳から子役として活動。のちに時代劇の所作指導を受けた常磐津三味線演奏家の常磐津文字兵衛（5代目、当時は紫弘）に入門。俳優業の傍らで常磐津文紫郎として歌舞伎公演を始めとする数々の舞台に参加した。
2015年1月2日に肝臓がんのため死去。53歳没。

## 出演

### テレビドラマ
- 火曜日の女シリーズ「ガラス細工の家」（1973年、日本テレビ） - 土門ヒロシ 役
- 少年ドラマシリーズ（NHK）
  - 「ユタと不思議な仲間たち」（1974年） - 主演・ユタ 役
  - 「未来からの挑戦」（1977年） - 飛鳥清明 役
  - 「その町を消せ!」（1978年） - 赤川二郎 役
- 傷だらけの天使 第15回「つよがり女に涙酒を」（1974年、日本テレビ） - 島岡信彦 役
- 七人の刑事 第4シーズン 第26回「三人家族（後篇）」（1978年、TBS）
- 火曜サスペンス劇場（日本テレビ）
  - 「目には目を」（1983年11月29日）
  - 「白昼の囚人」（1985年7月23日）
  - 「たそがれに愛をこめて」（1990年10月2日)
- 若き血に燃ゆる〜福沢諭吉と明治の群像（1984年1月2日、テレビ東京）
- 特捜最前線 第367回「六本木ラストダンス!」（1984年6月6日、テレビ朝日）
- 大河ドラマ（NHK）
  - 「春の波涛」（1985年） - 川上磯次郎 役
  - 「信長 KING OF ZIPANGU」（1992年） - コスメ 役
  - 「炎立つ」（1993年） - 佐々木高綱 役
- 私鉄沿線97分署 第46話「捜査しながらボランティア!?」（1985年、テレビ朝日）
- 土曜ワイド劇場（テレビ朝日）
  - 「露天風呂撮影会ツアー殺人事件」（1986年8月2日）
  - 「アルプス秘湯推理旅行」（1990年4月28日）
- 銭形平次 第10話「夜がらすのおしま」（1987年3月17日、日本テレビ）
- 銀河テレビ小説「独身送別会」（1988年、NHK）
- 男と女のミステリー「女が家を買うとき」（1988年6月10日、フジテレビ）
- 五稜郭（1988年、日本テレビ） - 寺沢正明 役
- DRAMADAS ドラマダス「いしいひさいちの なんなんだ!?」（1990年、関西テレビ）
- 火曜ミステリー劇場「弁護士徳永弓子の証言」（1991年9月17日、テレビ朝日）
- 必殺仕事人・激突! 第14話「主水一家のバブル」（1992年、テレビ朝日） - 新次郎 役
- 大人は判ってくれない 第6回「素晴らしき日曜日」（1992年2月20日、フジテレビ）
- 子供が寝たあとで（1992年、日本テレビ）
- 悪いこと 第9回「秘訣（ラーメン）」（1992年6月18日、フジテレビ）
- 君のためにできること 第6話「届かぬ心」（1992年8月10日、フジテレビ）
- 清左衛門残日録 第1話「昏ルルニ未ダ遠シ」（1993年、NHK） - 近江屋竹之助 役
- 金曜エンタテイメント「ざけんなョ!!6・子持ちだって働きたい」（1994年4月15日、フジテレビ）
- 金曜時代劇「十時半睡事件帖」 第22話「奇妙な仇討ち」（1995年、NHK） - 辰吉 役
- はぐれ刑事純情派 第9シリーズ （1996年、テレビ朝日）
- 新・半七捕物帳 第15話「闇からの声」（1997年7月11日、NHK）- 大黒屋伊太郎 役
- 連続ドラマ「女将になります!」（2003年、NHK）
- 月曜ミステリー劇場「西村京太郎サスペンス 探偵左文字進7 失踪」（2003年4月7日、TBS）

### 舞台
- 翔べ!幻の英雄たちよ（1986年）
- ユウレイ倶楽部（1987年、中野・武蔵野ホール・作/北野ひろし、演/池田定幸）

### ラジオ
- 夢のひととき（FM東京）

### CM
- ローソン